# Danh sách 40 người nổi tiếng quyền lực nhất Hàn Quốc theo Forbes

Danh sách 40 người nổi tiếng quyền lực nhất Hàn Quốc là danh sách thường niên do tạp chí Forbes (Hàn Quốc) công bố kể từ năm 2009. Đây là danh sách 40 người nổi tiếng quyền lực nhất Hàn Quốc, nơi các nhân vật từ thể thao, âm nhạc, nghệ thuật, điện ảnh và truyền hình được xếp hạng theo thành tích nghề nghiệp, tầm ảnh hưởng, mức độ nổi tiếng và thu nhập của họ trong những năm qua.

## Danh sách 10 người dẫn đầu theo năm

### 2023
| Rank | Name                            | Profession                                  |
| ---- | ------------------------------- | ------------------------------------------- |
| 1    | BTS                             | Nhóm nhạc nam                               |
| 2    | faker                           | game thủ                                    |
| 3    | Song Hye Kyo                    | Diễn viên                                   |
| 4    | Hyun Bin                        | Diễn viên                                   |
| 5    | Yoo Jae-suk                     | Diễn viên hài, dẫn chương trình truyền hình |
| 6    | Jennie Kim                      | Ca sĩ                                       |
| 7    | Son Suk-ku                      | Diễn viên                                   |
| 8    | Lee Jieun (IU)                  | Ca sĩ, diễn viên, nhà hoath động xã hội     |
| 9    | Roseanne Park (Park Chae-young) | Ca sĩ, diễn viên, nhà hoath động xã hội     |
| 10   | Lee Hyeri                       | Ca sĩ, diễn viên, nhà hoath động xã hội     |

### 2022
| STT | Tên             | Nghề nghiệp                                              |
| --- | --------------- | -------------------------------------------------------- |
| 1   | BTS             | Nhóm nhạc nam                                            |
| 2   | Blackpink       | Nhóm nhạc nữ                                             |
| 3   | Son Heung-min   | Cầu thủ bóng đá                                          |
| 4   | Hyun-jin Ryu    | Cầu thủ bóng chày                                        |
| 5   | Lee Chan-won    | Ca sĩ                                                    |
| 6   | Lee Seung-gi    | Ca sĩ, diễn viên nam, người dẫn chương trình truyền hình |
| 7   | Lim Young-woong | Ca sĩ                                                    |
| 8   | Youn Yuh-jung   | Diễn viên nữ                                             |
| 9   | Yoo Jae-suk     | Diễn viên hài, người dẫn chương trình truyền hình        |
| 10  | Jang Minho      | Ca sĩ                                                    |

### 2021
| STT | Tên             | Nghề nghiệp                                       |
| --- | --------------- | ------------------------------------------------- |
| 1   | BTS             | Nhóm nhạc nam                                     |
| 2   | Blackpink       | Nhóm nhạc nữ                                      |
| 3   | Hyun-jin Ryu    | Cầu thủ bóng chày                                 |
| 4   | Son Heung-min   | Cầu thủ bóng đá                                   |
| 5   | Lim Young-woong | Ca sĩ                                             |
| 6   | Kwang-hyun Kim  | Cầu thủ bóng chày                                 |
| 7   | Yoo Jae-suk     | Diễn viên hài, người dẫn chương trình truyền hình |
| 8   | Young Tak       | Ca sĩ                                             |
| 9   | Jung Dong-won   | Ca sĩ                                             |
| 10  | Jang Yoon-jeong | Ca sĩ                                             |

### 2020
| STT | Tên           | Nghề nghiệp                               |
| --- | ------------- | ----------------------------------------- |
| 1   | BTS           | Nhóm nhạc nam                             |
| 2   | Hyun-jin Ryu  | Cầu thủ bóng chày                         |
| 3   | Blackpink     | Nhóm nhạc nữ                              |
| 4   | Son Heung-min | Cầu thủ bóng đá                           |
| 5   | Bong Joon-ho  | Đạo diễn                                  |
| 6   | Jun Hyun-moo  | Người dẫn chương trình truyền hình        |
| 7   | Park Na-rae   | Diễn viên hài                             |
| 8   | Lee Soo-geun  | Diễn viên hài                             |
| 9   | Twice         | Nhóm nhạc nữ                              |
| 10  | Kim Hee-chul  | Ca sĩ, người dẫn chương trình truyền hình |

### 2019

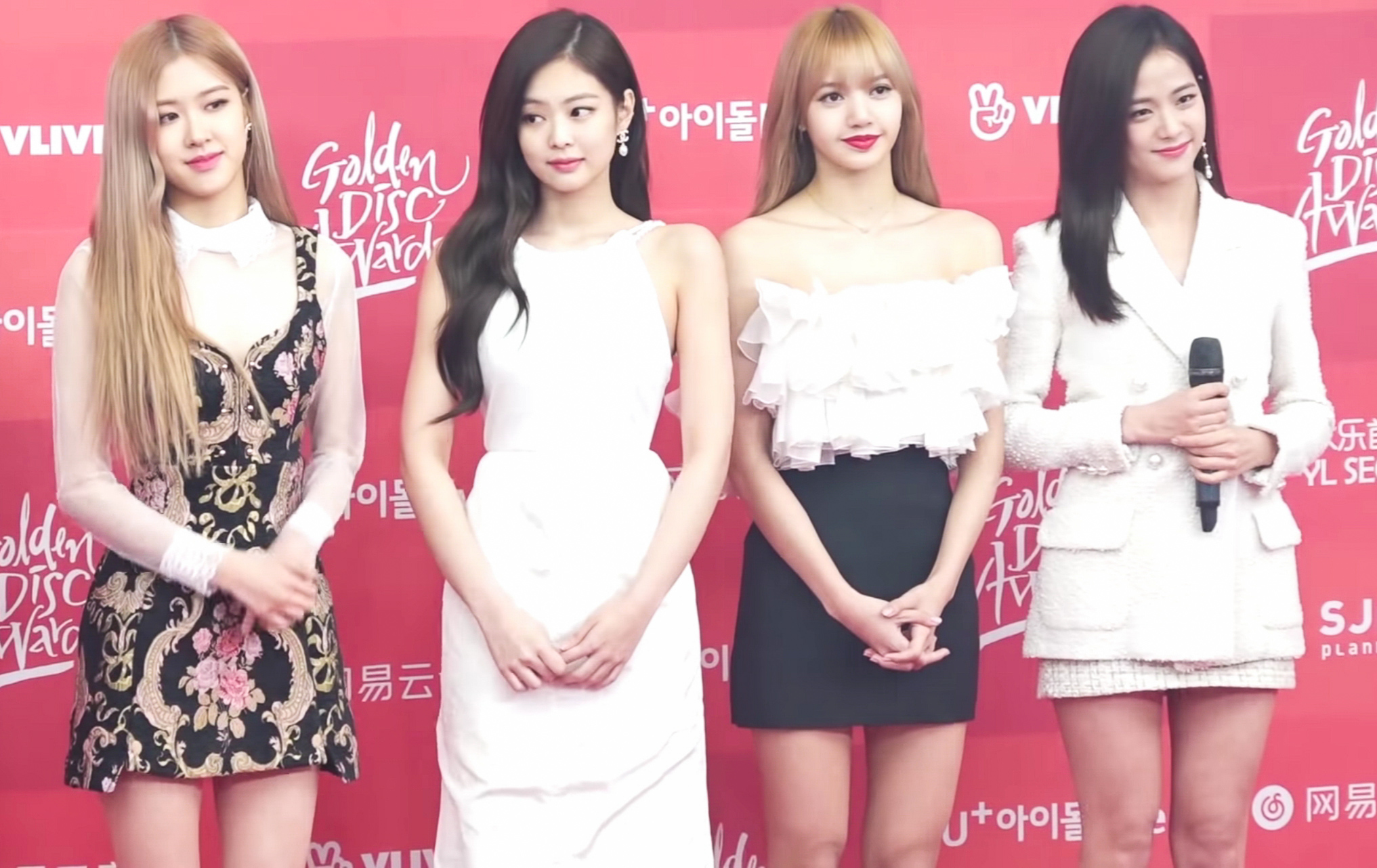
Blackpink, nhóm nhạc nữ.

Danh sách đầy đủ của các cá nhân trong danh sách năm 2019
| STT | Tên            | Nghề nghiệp                        |
| --- | -------------- | ---------------------------------- |
| 1   | BTS            | Nhóm nhạc nam                      |
| 2   | Blackpink      | Nhóm nhạc nữ                       |
| 3   | Wanna One      | Nhóm nhạc nam                      |
| 4   | Kang Daniel    | Ca sĩ                              |
| 5   | Red Velvet     | Nhóm nhạc nữ                       |
| 6   | Park Na-rae    | Người dẫn chương trình truyền hình |
| 7   | Hong Jin-young | Ca sĩ                              |
| 8   | Han Ji-min     | Diễn viên nữ                       |
| 9   | Son Heung-min  | Cầu thủ bóng đá                    |
| 10  | Exo            | Nhóm nhạc nam                      |

### 2018

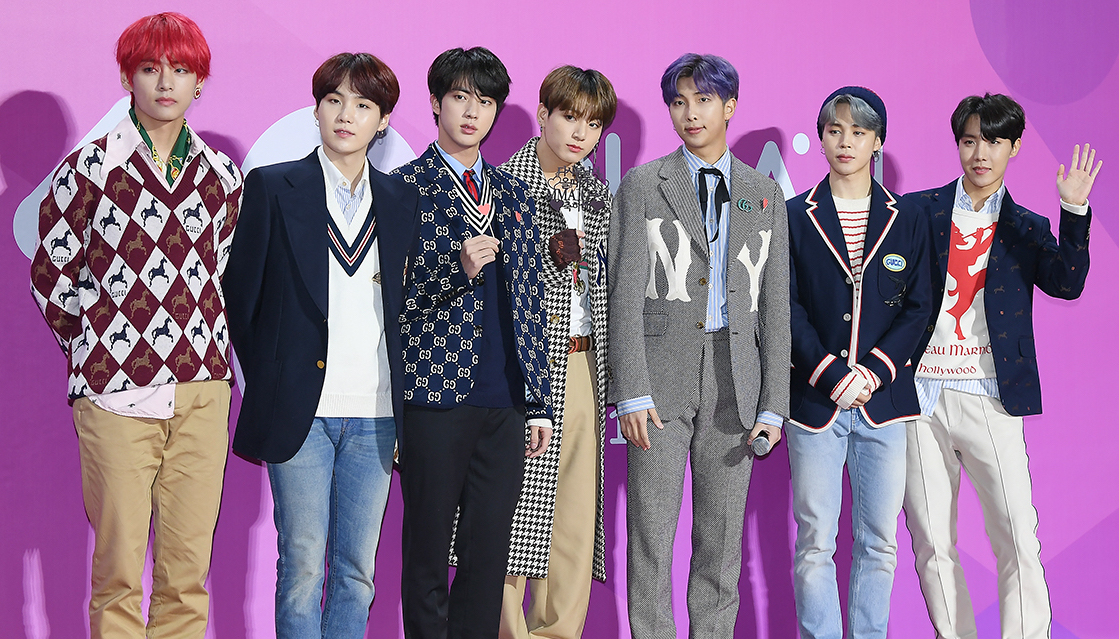
BTS, nhóm nhạc nam.

Danh sách đầy đủ của các cá nhân trong danh sách năm 2018
| STT | Tên           | Nghề nghiệp              |
| --- | ------------- | ------------------------ |
| 1   | BTS           | Nhóm nhạc nam            |
| 2   | Wanna One     | Nhóm nhạc nam            |
| 3   | Twice         | Nhóm nhạc nữ             |
| 4   | Exo           | Nhóm nhạc nam            |
| 5   | IU            | Ca sĩ, diễn viên nữ      |
| 6   | Song Hye-kyo  | Diễn viên nữ             |
| 7   | Song Joong-ki | Diễn viên nam            |
| 8   | Park Bo-gum   | Diễn viên nam            |
| 9   | Yuna Kim      | Vận động viên trượt băng |
| 10  | Hyun-jin Ryu  | Cầu thủ bóng chày        |

### 2017

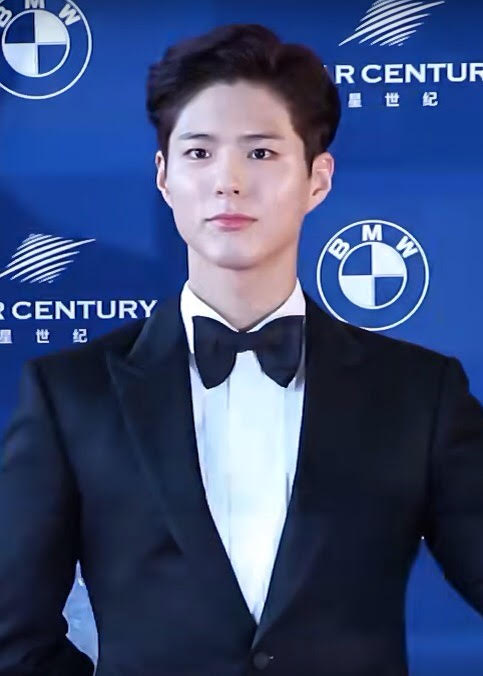
Park Bo-gum, diễn viên nam.

Danh sách đầy đủ của các cá nhân trong danh sách năm 2017
| STT | Tên           | Nghề nghiệp         |
| --- | ------------- | ------------------- |
| 1   | Park Bo-gum   | Diễn viên nam       |
| 2   | Song Joong-ki | Diễn viên nam       |
| 3   | Twice         | Nhóm nhạc nữ        |
| 4   | Exo           | Nhóm nhạc nam       |
| 5   | BTS           | Nhóm nhạc nam       |
| 6   | Suzy          | Ca sĩ, diễn viên nữ |
| 7   | Song Hye-kyo  | Diễn viên nữ        |
| 8   | Kim Yoo-jung  | Diễn viên nữ        |
| 9   | Jo Jung-suk   | Diễn viên nam       |
| 10  | Oh Seung-hwan | Cầu thủ bóng chày   |

### 2016
Danh sách đầy đủ của các cá nhân trong danh sách năm 2016
| STT | Tên               | Nghề nghiệp         |
| --- | ----------------- | ------------------- |
| 1   | Exo               | Nhóm nhạc nam       |
| 2   | Yoo Ah-in         | Diễn viên nam       |
| 3   | Hyeri             | Ca sĩ, diễn viên nữ |
| 4   | Girls' Generation | Nhóm nhạc nữ        |
| 5   | Kim Soo-hyun      | Diễn viên nam       |
| 6   | Big Bang          | Nhóm nhạc nam       |
| 7   | Inbee Park        | Vận động viên golf  |
| 8   | Jun Ji-hyun       | Diễn viên nữ        |
| 9   | IU                | Ca sĩ, diễn viên nữ |
| 10  | Jung-ho Kang      | Cầu thủ bóng chày   |

### 2015

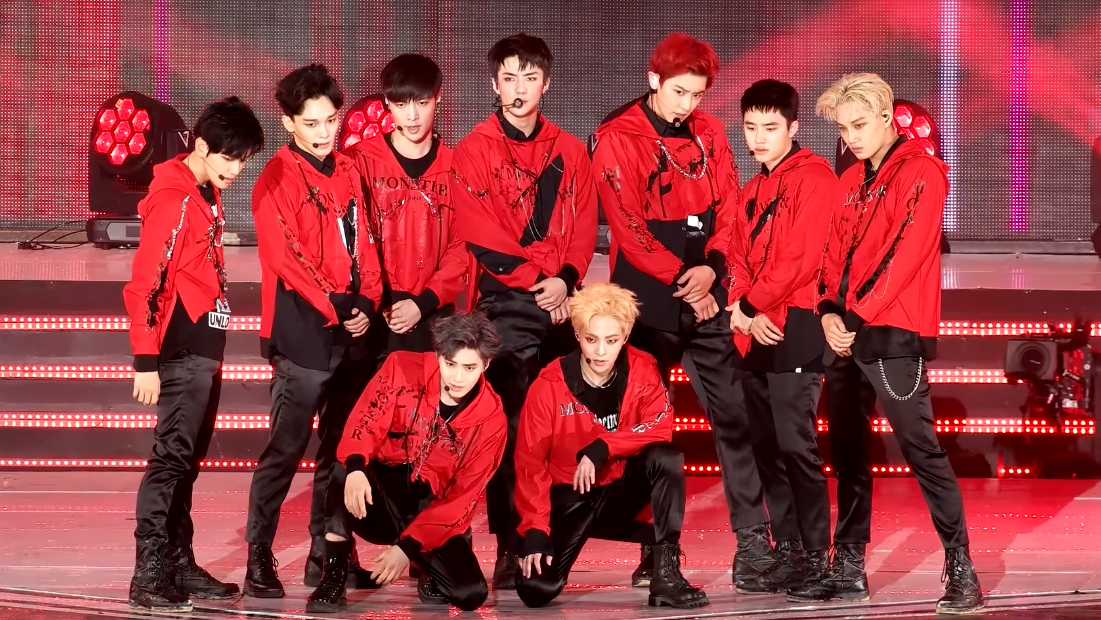
Exo, nhóm nhạc nam.

Danh sách đầy đủ của các cá nhân trong danh sách năm 2015
| STT | Tên               | Nghề nghiệp                                              |
| --- | ----------------- | -------------------------------------------------------- |
| 1   | Exo               | Nhóm nhạc nam                                            |
| 2   | Kim Soo-hyun      | Diễn viên nam                                            |
| 3   | Yuna Kim          | Vận động viên trượt băng                                 |
| 4   | Jun Ji-hyun       | Diễn viên nữ                                             |
| 5   | Son Yeon-jae      | Vận động viên thể dục nhịp điệu                          |
| 6   | Lee Seung-gi      | Ca sĩ, diễn viên nam, người dẫn chương trình truyền hình |
| 7   | Hyun-jin Ryu      | Cầu thủ bóng chày                                        |
| 8   | Son Heung-Min     | Cầu thủ bóng đá                                          |
| 9   | Girls' Generation | Nhóm nhạc nữ                                             |
| 10  | Sistar            | Nhóm nhạc nữ                                             |

### 2014
Danh sách đầy đủ của các cá nhân trong danh sách năm 2014
| STT | Tên               | Nghề nghiệp              |
| --- | ----------------- | ------------------------ |
| 1   | Girls' Generation | Nhóm nhạc nữ             |
| 2   | Big Bang          | Nhóm nhạc nam            |
| 3   | Suzy              | Ca sĩ, diễn viên nữ      |
| 4   | Hyun-jin Ryu      | Cầu thủ bóng chày        |
| 5   | Exo               | Nhóm nhạc nam            |
| 6   | Choo Shin-soo     | Cầu thủ bóng chày        |
| 7   | TVXQ              | Nhóm nhạc nam            |
| 8   | SHINee            | Nhóm nhạc nam            |
| 9   | Yuna Kim          | Vận động viên trượt băng |
| 10  | IU                | Ca sĩ, diễn viên nữ      |

### 2013

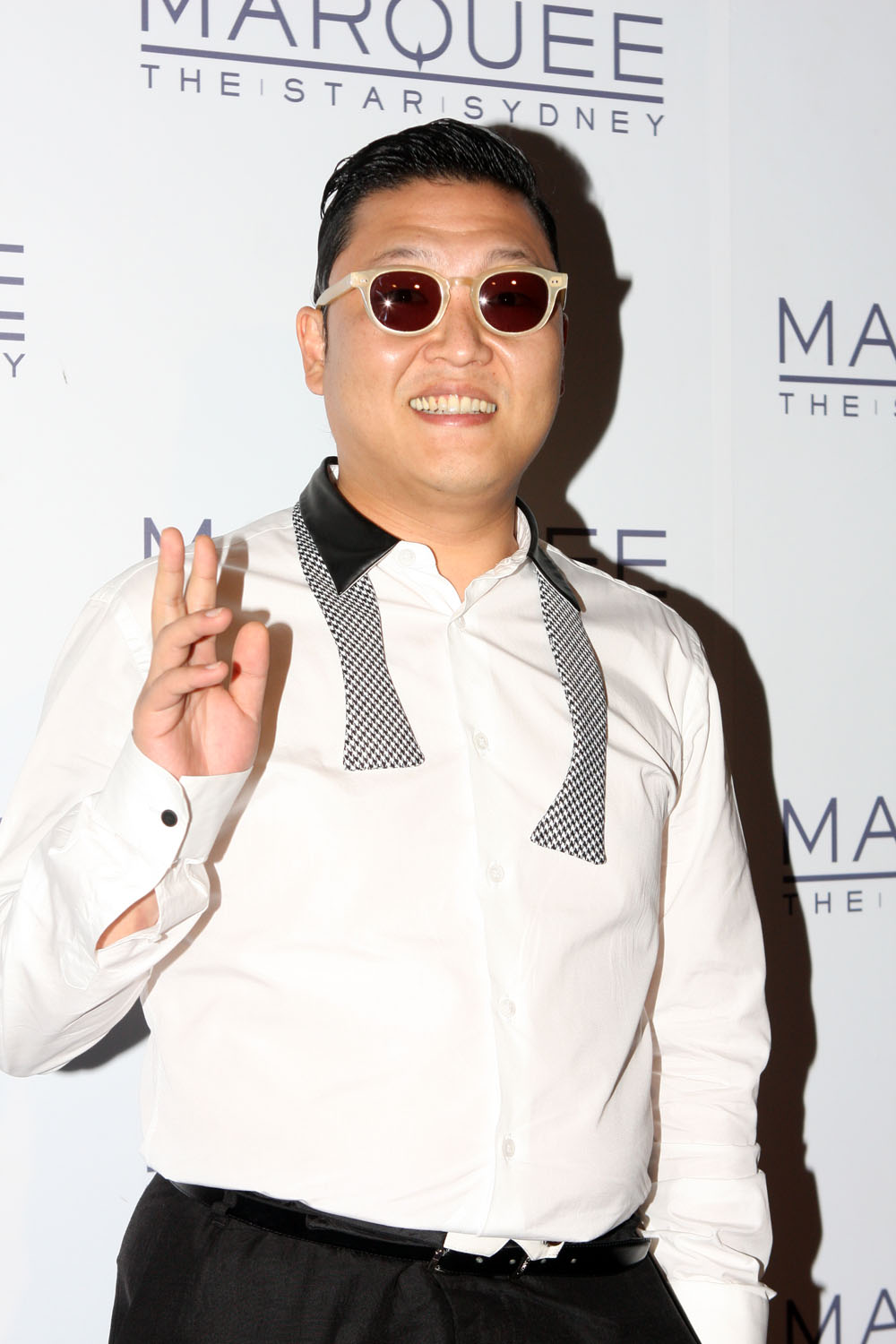
Psy, ca sĩ.

Danh sách đầy đủ của các cá nhân trong danh sách năm 2013
| STT | Tên               | Nghề nghiệp                     |
| --- | ----------------- | ------------------------------- |
| 1   | Psy               | Ca sĩ                           |
| 2   | Girls' Generation | Nhóm nhạc nữ                    |
| 3   | Son Yeon-jae      | Vận động viên thể dục nhịp điệu |
| 4   | Kim Soo-hyun      | Diễn viên nam                   |
| 5   | Big Bang          | Nhóm nhạc nam                   |
| 6   | Park Tae-hwan     | Vận động viên bơi lội           |
| 7   | Song Joong-ki     | Diễn viên nam                   |
| 8   | IU                | Ca sĩ, diễn viên nữ             |
| 9   | Yuna Kim          | Vận động viên trượt băng        |
| 10  | Super Junior      | Nhóm nhạc nam                   |

### 2012
Danh sách đầy đủ của các cá nhân trong danh sách năm 2012
| STT | Tên               | Nghề nghiệp                                  |
| --- | ----------------- | -------------------------------------------- |
| 1   | Girls' Generation | Nhóm nhạc nữ                                 |
| 2   | Big Bang          | Nhóm nhạc nam                                |
| 3   | IU                | Ca sĩ, diễn viên nữ                          |
| 4   | Kara              | Nhóm nhạc nữ                                 |
| 5   | Yuna Kim          | Vận động viên trượt băng                     |
| 6   | Lee Seung-gi      | Ca sĩ, diễn viên nam, người dẫn chương trình |
| 7   | Park Ji-sung      | Cầu thủ bóng đá                              |
| 8   | Kim Tae-hee       | Diễn viên nữ                                 |
| 9   | Beast             | Nhóm nhạc nam                                |
| 10  | Park Tae-hwan     | Vận động viên bơi lội                        |

### 2011

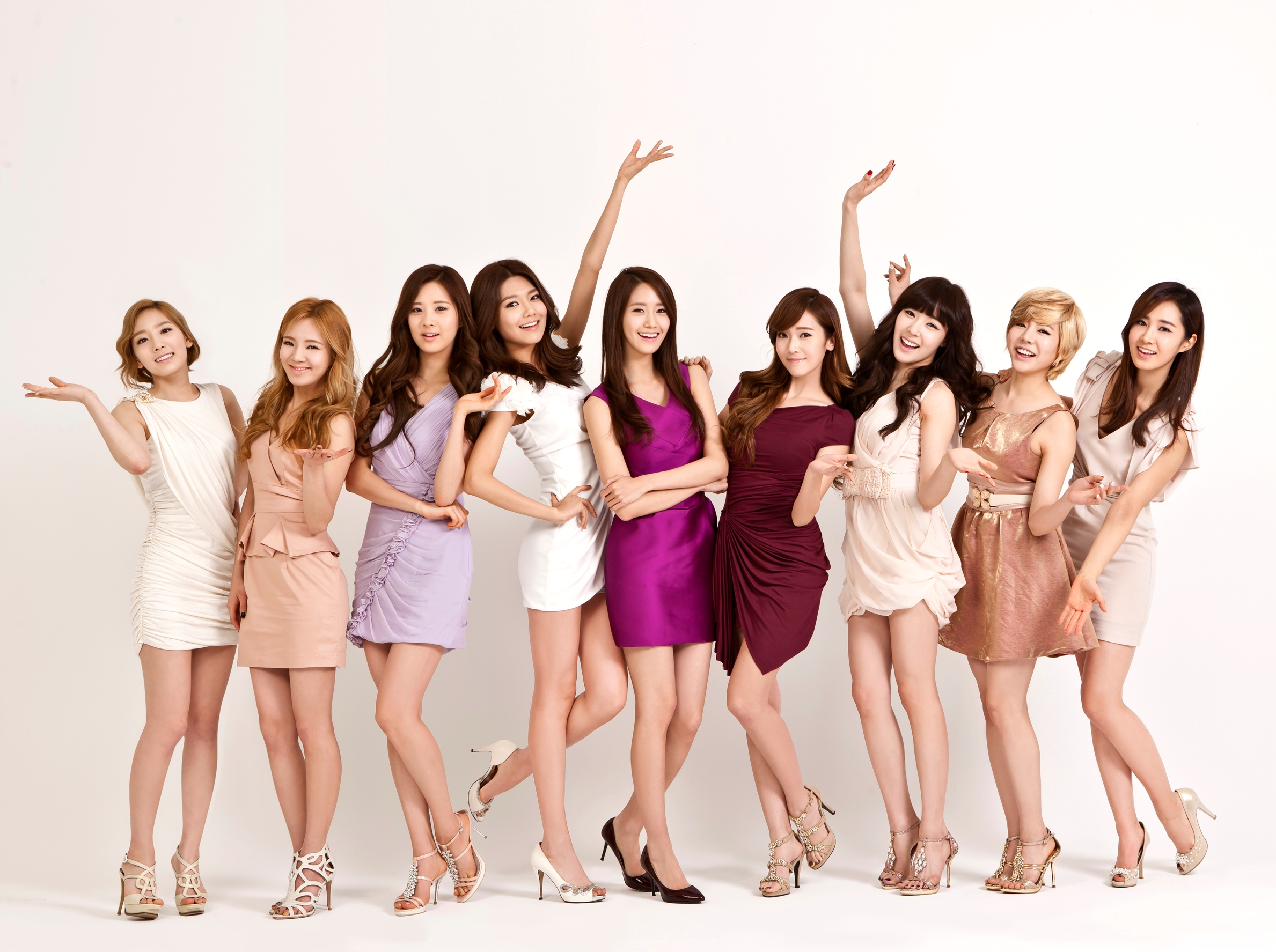
Girls' Generation, nhóm nhạc nữ.

Danh sách đầy đủ của các cá nhân trong danh sách năm 2011
| STT | Tên               | Nghề nghiệp                                       |
| --- | ----------------- | ------------------------------------------------- |
| 1   | Girls' Generation | Nhóm nhạc nữ                                      |
| 2   | Park Ji-sung      | Cầu thủ bóng đá                                   |
| 3   | Yuna Kim          | Vận động viên trượt băng                          |
| 4   | Lee Seung-gi      | Ca sĩ, diễn viên nam, người dẫn chương trình      |
| 5   | 2PM               | Nhóm nhạc nam                                     |
| 6   | Yoo Jae-suk       | Người dẫn chương trình truyền hình, diễn viên hài |
| 7   | Lee Chung-yong    | Cầu thủ bóng đá                                   |
| 8   | 2AM               | Nhóm nhạc nam                                     |
| 9   | Shin-soo Choo     | Cầu thủ bóng chày                                 |
| 10  | Kang Ho-dong      | Người dẫn chương trình truyền hình, diễn viên hài |

### 2010
Danh sách đầy đủ của các cá nhân trong danh sách năm 2010
| STT | Tên               | Nghề nghiệp                                              |
| --- | ----------------- | -------------------------------------------------------- |
| 1   | Yuna Kim          | Vận động viên trượt băng                                 |
| 2   | Girls' Generation | Nhóm nhạc nữ                                             |
| 3   | Park Ji-sung      | Cầu thủ bóng đá                                          |
| 4   | Lee Byung-hun     | Diễn viên nam                                            |
| 5   | Big Bang          | Nhóm nhạc nam                                            |
| 6   | Go Hyun-jung      | Diễn viên nữ                                             |
| 7   | Lee Seung-gi      | Ca sĩ, diễn viên nam, người dẫn chương trình truyền hình |
| 8   | Lee Hyo-ri        | Ca sĩ                                                    |
| 9   | Yoo Jae-suk       | Diễn viên hài, người dẫn chương trình truyền hình        |
| 10  | Kang Ho-dong      | Diễn viên hài, người dẫn chương trình truyền hình        |

### 2009

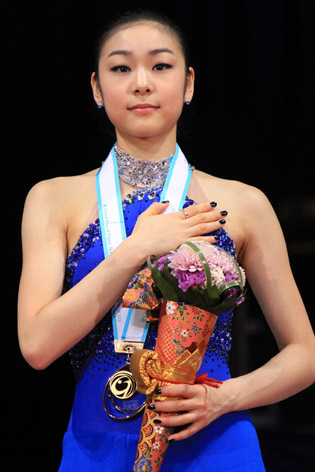
Yuna Kim, vận động viên trượt băng.

| STT | Tên               | Nghề nghiệp                                       |
| --- | ----------------- | ------------------------------------------------- |
| 1   | Yuna Kim          | Vận động viên trượt băng                          |
| 2   | Big Bang          | Nhóm nhạc nam                                     |
| 3   | Wonder Girls      | Nhóm nhạc nữ                                      |
| 4   | Lee Hyori         | Ca sĩ                                             |
| 5   | Girls' Generation | Nhóm nhạc nữ                                      |
| 6   | Park Ji-sung      | Cầu thủ bóng đá                                   |
| 7   | Lee Seung-yuop    | Cầu thủ bóng chày                                 |
| 8   | Rain              | Ca sĩ                                             |
| 9   | Yoo Jae-suk       | Diễn viên hài, người dẫn chương trình truyền hình |
| 10  | Kim Tae-hee       | Diễn viên nữ                                      |